# K.G.Devapala, Dod Ballapur
K.G.Devapala là một làng thuộc tehsil Dod Ballapur, huyện Bangalore Rural, bang Karnataka, Ấn Độ.